# Matotsjkin Sjar

Kaart van Nova Zembla met de Matotsjkin Sjar (Matochkin Strait) als scheiding

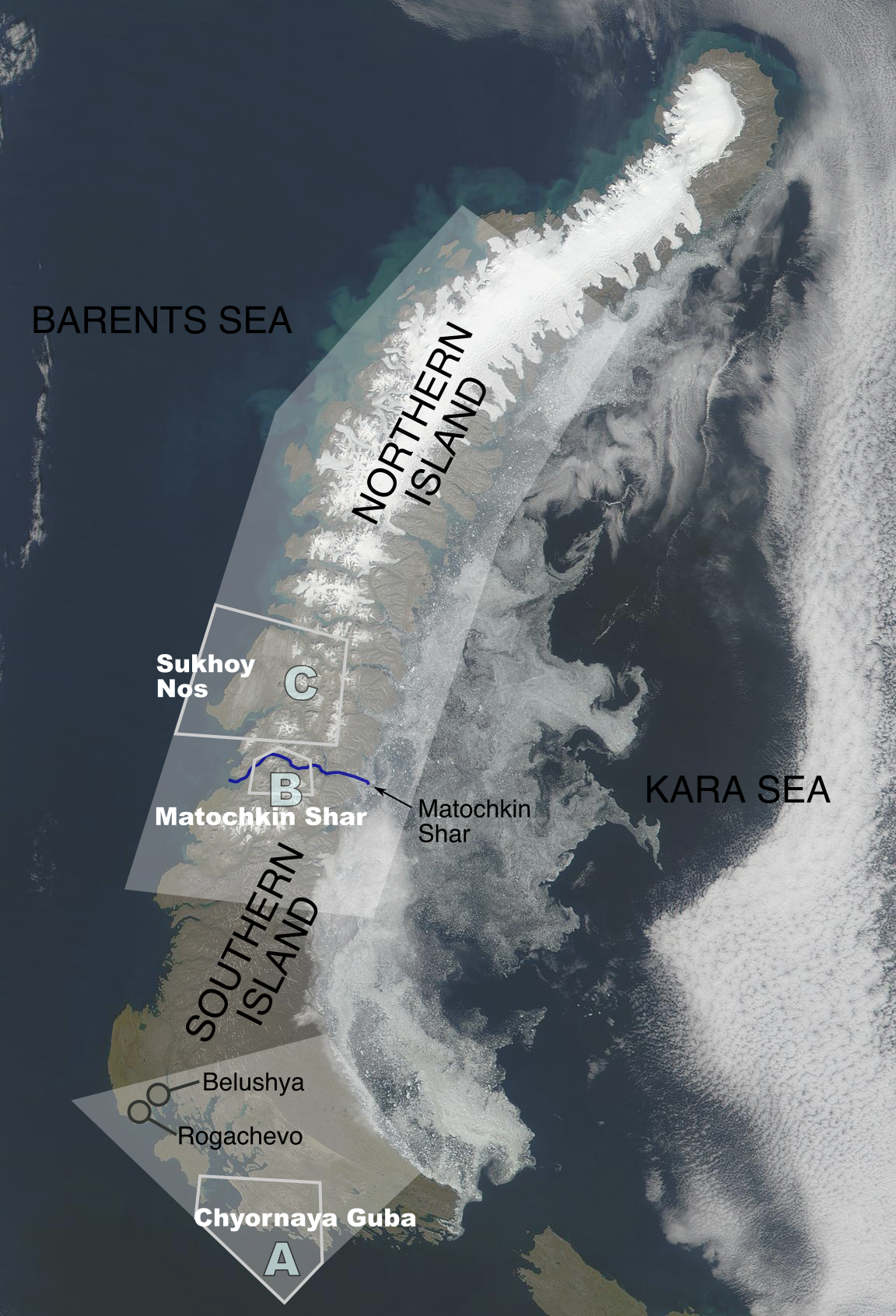
Testterreinen op Nova Zembla

Matotsjkin Sjar (Russisch: Маточкин Шар) is de zeestraat (sjar) tussen het noordelijke Severnyeiland (Noordereiland) en het zuidelijke Joezjnyeiland (Zuidereiland) van de Russische archipel Nova Zembla. De zeestraat vormt een van de verbindingen tussen de Barentszzee en de Karazee en heeft een lengte van ongeveer 100 kilometer en is op zijn smalst slechts ongeveer 600 meter breed. De oevers van de zeestraat zijn hoog en steil. Het grootste deel van het jaar is de zeestraat, die een diepte van ongeveer 12 meter heeft, bedekt met zee-ijs.
Aan de noordoever aan de oostelijke monding bevonden zich vroeger twee poolstations; Matotsjkin Sjar en Mys Vychodnoj en de vroegere handelsplaats (factorij) Stolbovoje.

## Kernproeven
Van 1963 tot 1990 vonden ongeveer 39 ondergrondse kernproeven plaats op testterrein Matotsjkin Sjar (Zone B), een groot complex van tunnels en schachten langs de zuidzijde. Vanaf 2000 werd het testterrein weer geopend en werden oude tunnels uitgegraven en nieuwe constructies gebouwd. Sindsdien worden er ondergrondse subkritische hydronucleaire testen uitgevoerd. Zo zou Rosatom er in 2004 een aantal subkritische hydronucleaire experimenten hebben uitgevoerd, waarbij tot 100 gram plutonium van wapenkwaliteit per test werd gebruikt. Het commandocentrum voor Zone B bevindt zich in de plaats Severny, aan de zuidoever van de Matotsjkin Sjar, nabij de monding van de rivier de Soemilicha.